# مقاطعة روكنغهام (فيرجينيا)
 مقاطعة روكنغهام  (بالإنجليزية:  Rockingham County)‏ هي إحدى المقاطعات في ولاية فيرجينيا في الولايات المتحدة الأمريكية.

## أعلام
- توماس لينكولن
- تشارلز هوارد
- إليجاه وودز